# História da língua sueca
No século IX, a língua nórdica antiga começou a divergir entre o antigo nórdico do oeste (Noruega e Islândia) e o antigo nórdico do leste (Suécia e Dinamarca). No século XII, os dialetos da Suécia e da Dinamarca começaram a divergir, tornando-se o sueco antigo e o dinamarquês antigo no século XIII. Todos foram fortemente influenciados pelo baixo-alemão médio durante o período medieval. Embora os estágios do desenvolvimento da linguagem nunca sejam tão nitidamente delimitados como estão implícitos aqui, e não devam ser considerados muito literalmente, o sistema de subdivisões usado neste artigo é o mais comumente usado pelos linguistas suecos e é usado por uma questão de praticidade.

## Língua nórdica antiga

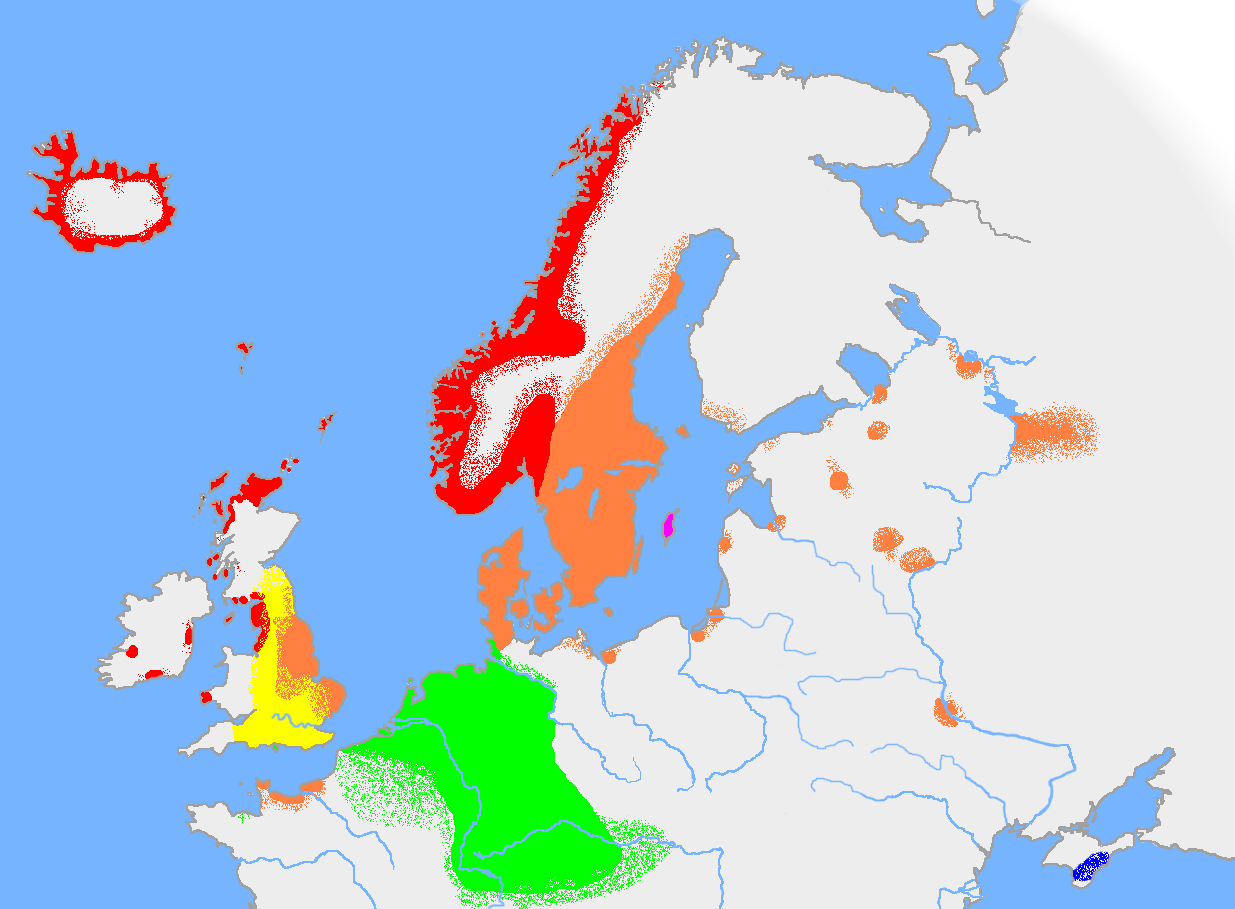
A extensão aproximada do nórdico antigo e idiomas relacionados no início do século X. Em, o dialeto do nórdico antigo do oeste, em, o dialeto do nórdico antigo do leste, em, o gútnico antigo, em, o inglês antigo, em, o gótico da Crimeia, e em, outras línguas germânicas com as quais os antigos nórdicos ainda mantinham alguma inteligibilidade mútua.

No século VIII, a língua germânica comum da Escandinávia, protonórdica, sofreu algumas mudanças e evoluiu para o nórdico antigo. Esse idioma começou a sofrer novas mudanças que não se espalharam por toda a Escandinávia, o que resultou no aparecimento de dois dialetos semelhantes, o antigo nórdico do oeste (Noruega e Islândia) e o antigo nórdico do leste (Dinamarca e Suécia).
O antigo nórdico oriental existiu na Suécia, chamado sueco rúnico e na Dinamarca dinamarquês rúnico, mas até o século XII, o dialeto era o mesmo nos dois países. Os dialetos são chamados rúnicos porque o corpo principal do texto aparece no alfabeto rúnico. Ao contrário do proto-nórdico, que foi escrito com o alfabeto Elder Futhark, o nórdico antigo foi escrito com o alfabeto Younger Futhark, que tinha apenas 16 letras. Devido ao número limitado de runas, algumas runas foram usadas para uma variedade de fonemas, como a runa da vogal u, que também foi usada para as vogais o, ø e y, e a runa para i, que também foi usada para e.
Uma mudança que separava o antigo nórdico do leste (sueco/dinamaquês rúnico) do nórdico antigo do oeste foi a mudança do ditongo æi (nórdico antigo do oeste ei ) à monotongo e, como em stæin para sten. Isso se reflete em inscrições rúnicas onde a leitura mais velha stain e depois stin. Houve também uma mudança de au como em dauðr para ø como em døðr. Essa mudança é mostrada nas inscrições rúnicas como uma mudança de tauþr para tuþr. Além disso, o ditongo øy (nórdico antigo do leste ey) mudou para ø também, como na palavra nórdica antiga para "ilha".
A partir de 1100, o dialeto da Dinamarca começou a divergir do da Suécia. As inovações se espalharam desigualmente da Dinamarca, o que criou uma série de menores fronteiras dialetais, isoglossas, variando da Zelândia à Svealândia.

## Sueco antigo

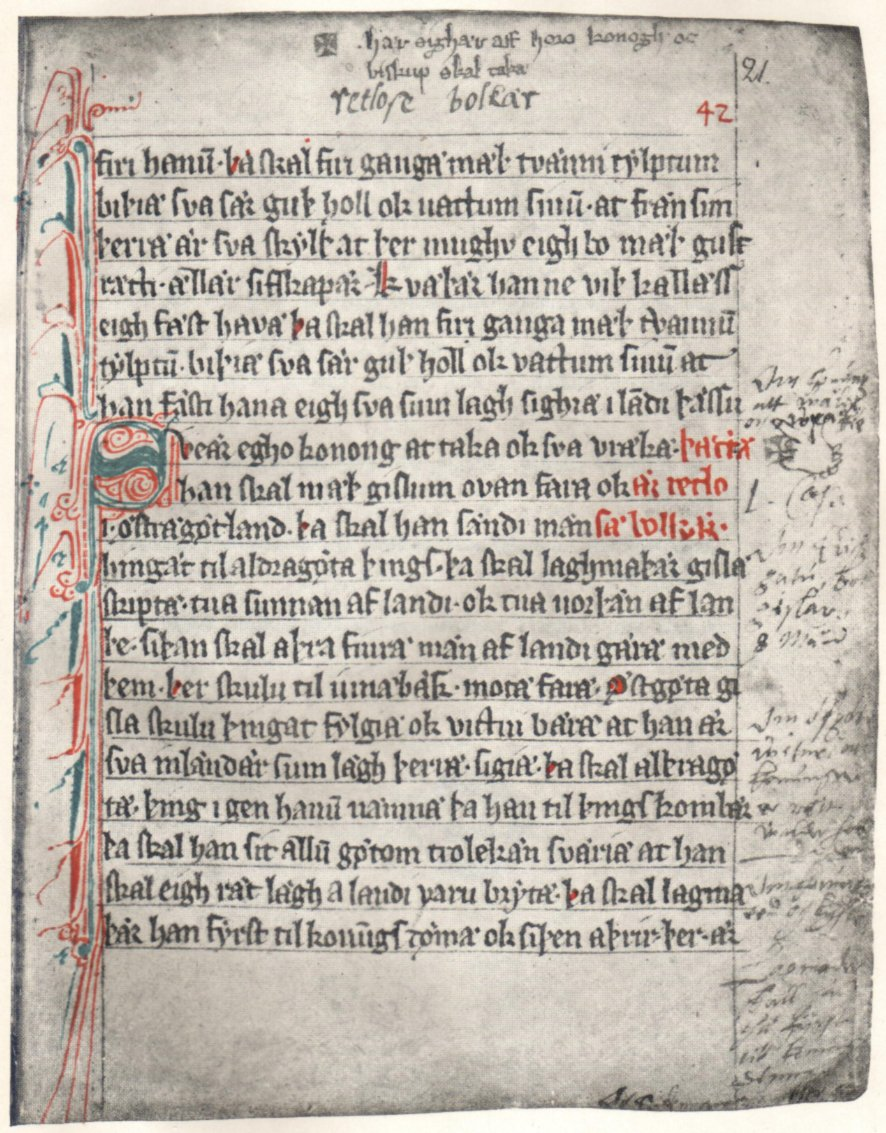
Uma cópia do Äldre Västgötalagen - um código jurídico de Västergötland da década de 1280, um dos primeiros textos em sueco escritos no alfabeto latino.

Sueco antigo é o termo usado para a língua sueca medieval, começando em 1225. Entre os documentos mais importantes do período escrito em latim, está o mais antigo dos códigos de leis provinciais, o Västgötalagen, cujos fragmentos datados de 1250 foram encontrados. As principais influências durante esse período vieram com o firme estabelecimento da Igreja Católica e várias ordens monásticas , introduzindo muitas palavras gregas e latinas. Com a ascensão do poder hanseático no final do século XIII e início do século XIV, a influência do baixo-alemão médio tornou-se cada vez mais presente. A liga hanseática forneceu ao comércio e administração suecos um grande número de imigrantes de língua alemã. Muitos se tornaram membros bastante influentes da sociedade medieval sueca e trouxeram termos da língua materna para o vocabulário. Além de um grande número de palavras de empréstimo para áreas como guerra, comércio e administração, sufixos gramaticais gerais e até conjunções foram importados. Quase todos os termos navais também foram emprestados dos holandeses.
O sueco medieval primitivo era marcadamente diferente da linguagem moderna, pois possuía uma estrutura de casos mais complexa e ainda não havia experimentado uma redução do sistema de gênero. Substantivos, adjetivos, pronomes e certos números foram flexionados em quatro casos; além do moderno nominativo e genitivo, havia também dativo e acusativo. O sistema de gênero se assemelhava ao do alemão moderno, tendo os gêneros masculino, feminino e neutro. A maioria dos substantivos masculinos e femininos foram posteriormente agrupados em um gênero comum. O sistema verbal também era mais complexo: incluía humores subjetivos e imperativos e os verbos eram conjugados de acordo com a pessoa e o número. No século XVI, os sistemas de casos e gênero da linguagem falada coloquial e da literatura profana haviam sido amplamente reduzidos aos dois casos e dois gêneros do sueco moderno. As inflexões antigas permaneceram comuns no estilo de prosa alta até o século XVIII e, em alguns dialetos, no início do século XX.
Uma mudança transitória da escrita latina nos países nórdicos foi escrever a combinação de letras "ae" como æ - e às vezes como a - embora variasse entre indivíduos e regiões. A combinação "aa" tornou-se similarmente "a" e "oe" tornou-se "e". Mais tarde, esses três evoluíram para as letras separadas ä, å e ö.

## Sueco moderno

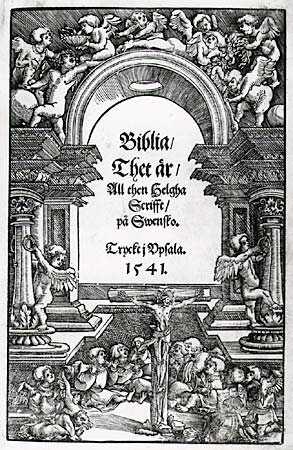
Primeira página da Bíblia de Gustavo Vasa, de 1541.

O sueco moderno começa com o advento da imprensa e da reforma europeia. Depois de assumir o poder, o novo monarca Gustavo Vasa ordenou uma tradução sueca da Bíblia. O Novo Testamento saiu em 1526, seguido por uma tradução completa da Bíblia em 1541, geralmente chamada de Bíblia de Gustavo Vasa, uma tradução considerada tão bem-sucedida e influente que, com as revisões incorporadas em edições sucessivas, permaneceu a tradução mais comum da Bíblia até 1917. Os principais tradutores foram Laurentius Andreæ e os irmãos Laurentius e Olaus Petri.
A Bíblia de Vasa é frequentemente considerado um compromisso razoável entre o antigo e o novo; embora não aderisse à linguagem falada coloquial de seus dias, não era excessivamente conservador no uso de formas arcaicas. Foi um passo importante para uma ortografia sueca mais consistente. Estabeleceu o uso das vogais "å", "ä" e "ö" e a grafia "ck" no lugar de "kk", distinguindo-a claramente da Bíblia dinamarquesa, talvez intencionalmente devido à rivalidade em curso entre os países. Todos os três tradutores vieram do centro da Suécia, que geralmente é visto como adicionando recursos específicos do sueco central à nova Bíblia.
Embora possa parecer que a tradução da Bíblia estabeleceu um precedente muito poderoso para os padrões ortográficos, a ortografia realmente se tornou mais inconsistente durante o restante do século. Não foi até o século XVII que a ortografia começou a ser discutida, na época em que as primeiras gramáticas foram escritas. O debate sobre a ortografia durou até o início do século XIX, e foi apenas na segunda metade do século XIX que a ortografia alcançou padrões geralmente reconhecidos.
A capitalização não foi padronizada nesse período. Dependia dos autores e de seus antecedentes. Os influenciados pelo alemão colocaram em maiúscula todos os substantivos, enquanto outros em maiúscula. Também nem sempre é aparente quais letras são maiúsculas, devido à fonte gótica ou preta usada para imprimir a Bíblia. Essa fonte estava em uso até meados do século XVIII, quando foi gradualmente substituída por uma fonte latina (geralmente antiga).
Algumas mudanças importantes no som durante o período sueco moderno foram a assimilação gradual de vários grupos consoantes diferentes em /ɧ/ e o amolecimento de /g/ e /k/ em /ʝ/ e /ɕ/ antes das vogais anteriores. As fricativas dentárias e velares /ð/ e /ɣ/ foram transformadas nas plosivas correspondentes /d/ e /g/.

## Sueco contemporâneo
O período que inclui o sueco como é falado hoje é denominado nusvenska ("sueco contemporâneo", lit. "sueco-agora") na terminologia linguística. Com a industrialização e urbanização da Suécia em andamento nas últimas décadas do século XIX, uma nova geração de autores deixou sua marca na literatura sueca. Muitos autores, acadêmicos, políticos e outras figuras públicas tiveram uma grande influência na nova língua nacional que estava surgindo, sendo a mais influente a de August Strindberg (1849 a 1912).

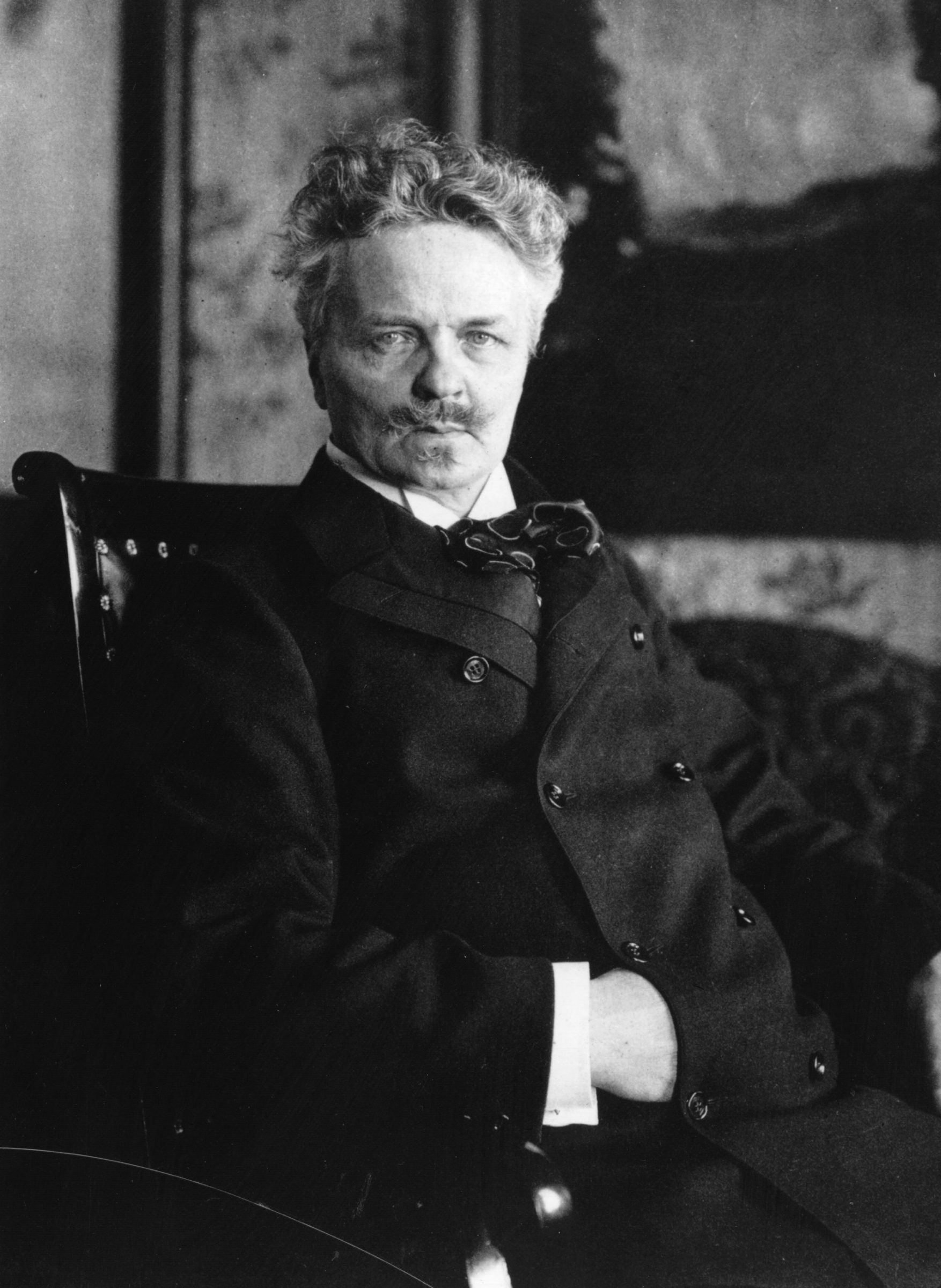
August Strindberg, o fundador da literatura sueca moderna.

Foi durante o século XX que uma língua nacional comum e padronizada se tornou disponível para todos os suecos. A ortografia foi finalmente estabilizada e era quase completamente uniforme, com exceção de alguns pequenos desvios, na época da reforma ortográfica de 1906. Com exceção das formas plurais de verbos e de uma sintaxe ligeiramente diferente, particularmente na linguagem escrita, o idioma era o mesmo que o sueco falado hoje. As formas verbais plurais permaneceram, em uso cada vez menor, na linguagem formal (e particularmente escrita) até a década de 1950, quando foram finalmente abolidas oficialmente, mesmo de todas as recomendações oficiais.
Uma mudança muito significativa no sueco ocorreu na década de 1960, com o chamado du-reformen, "você reforma". Anteriormente, a maneira correta de abordar pessoas com o mesmo ou mais status social era por título e sobrenome. O uso de herr ("sr"), fru ("sra") ou fröken ("miss") só foi considerado aceitável na conversa inicial com estranhos de ocupação desconhecida, título acadêmico ou posto militar. O fato de o ouvinte ser preferencialmente referido na terceira pessoa tende a complicar ainda mais a comunicação falada entre membros da sociedade. No início do século XX, foi feita uma tentativa frustrada de substituir a insistência nos títulos por Ni (o pronome da segunda pessoa do plural ) - correspondendo a vous em francês e "Sie" em alemão . Ni acabou sendo usado como uma forma um pouco menos arrogante de du usado para abordar as pessoas de status social inferior. Com a liberalização e radicalização da sociedade sueca na década de 1950 e 60, estas distinções previamente significativas de classe tornou-se menos importante e du tornou-se o padrão, mesmo em contextos formais e oficiais.